# Övertorneå, Finland

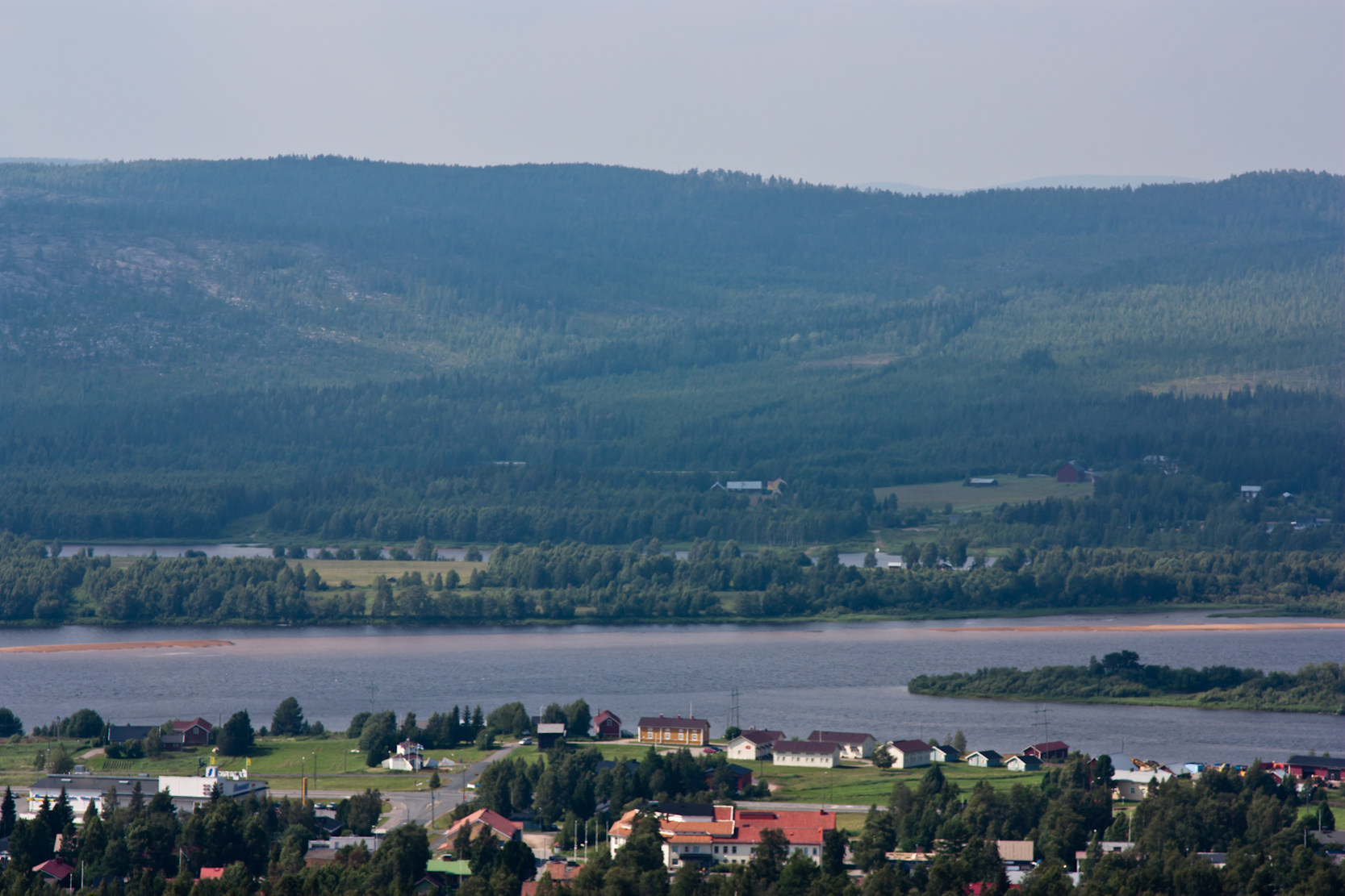
Övertorneå sett från Ainiovaara. I bakgrunden Torne älv och Sverige.

Övertorneå (finska: Ylitornio) är en kommun i landskapet Lappland i Finland. Övertorneå har 3 830 invånare (2021) och en yta av 2 212,49 km², varav vatten 183,75 km². Kommunen gränsar till Pello kommun i norr, Rovaniemi kommun i öster, Tervola kommun i sydöst, Torneå kommun i söder och till svenska Övertorneå kommun i väst.
Huvudort i kommunen är Övertorneå kyrkoby (Ylitornio, tidigare benämnd Alkkula) som också utgör kommunens enda tätort enligt Statistikcentralens definition. Den 31 december 2015 hade Övertorneå kyrkoby 1 984 invånare och Övertorneå kommun hade då en tätortsgrad på 46,7 %. Övertorneå kyrkoby har en järnvägsstation och persontrafik norrut mot Kolari och söderut mot Helsingfors finns vintertid. Kommunens främsta sevärdhet är berget Aavasaksa. Andra orter i kommunen är Tengeliö, Kaulinranta, Kainuunkylä och Meltosjärvi.
Kommunen är en enspråkigt finsk kommun.

## Historia
Övertorneå hörde under den svenska perioden till Västerbotten. 1812 bildades Kolari och Turtola kapellförsamlingar som lydde under Övertorneå församling. Båda Kolari och Turtola blev egna pastorat 1894.
1913 överfördes till Turtola kommun (benämnd Pello kommun från 1949) från Övertorneå kommun ett område med 312 personer.

## Geografi

### Klimat
Kommunen ingår i den boreala klimatzonen. Årsmedeltemperaturen i trakten är −2 °C. Den varmaste månaden är juli, då medeltemperaturen är 15 °C, och den kallaste är januari, med −18 °C.

## Politik

### Mandatfördelning i Övertorneå kommun, valen 1964–2021
Statistik över kommunalval i Finland finns tillgänglig för enskilda kommuner från valet 1964 och framåt. Publikationen över kommunalvalet 1968 var den första som redovisade komplett partitillhörighet.
| 11 | 2 | 14 |

| 9 | 2 |  | 13 | 2 |

| 10 | 2 |  | 13 |  |

| 9 | 2 | 13 | 2 |  |

| 9 |  | 14 |  | 2 |

| 24 |

| 9 | 2 | 14 | 2 |

| 23 | 4 |

| 7 |  | 2 | 16 |  |

| 24 |

| 8 | 3 | 15 |  |

| 24 |

| 7 | 2 |  | 16 |  |

| 19 | 8 |

| 7 | 2 |  | 16 |  |

| 17 | 10 |

| 8 | 2 |  | 16 |

| 18 | 9 |

| 7 | 2 |  | 16 |  |

| 17 | 10 |

| 7 |  | 3 | 15 |  |

| 19 | 8 |

| 5 | 1 | 11 |

| 9 | 8 |

| 4 | 1 | 6 | 10 |

| 11 | 10 |

### Valresultat i kommunalvalet 2021
| Parti                 | Parti                             | Röstfördelning | Röstfördelning | Röstfördelning | Röstfördelning | Mandatfördelning | Mandatfördelning |
| Parti                 | Parti                             | Antal          | Andel %        | Antal +−       | Andel % +−     | Antal            | +−               |
| --------------------- | --------------------------------- | -------------- | -------------- | -------------- | -------------- | ---------------- | ---------------- |
|                       | Centern i Finland                 | 1 028          | 47,1           | −342           | -12,6          | 10               | -1               |
|                       | Ylitornion parhaaksi-yhteislista  | 582            | 26,7           | Ny             | Ny             | 6                | Ny               |
|                       | Vänsterförbundet                  | 401            | 18,4           | -280           | -11,3          | 4                | -1               |
|                       | Finlands Socialdemokratiska Parti | 105            | 4,8            | -67            | -2,7           | 1                | 0                |
|                       | Sannfinländarna                   | 54             | 2,5            | Ny             | Ny             | 0                | 0                |
|                       | Kristdemokraterna i Finland       | 13             | 0,6            | Ny             | Ny             | 0                | 0                |
|                       | Samlingspartiet*                  | 0              | 0,0            | -74            | -3,2           | 0                | 0                |
| Giltiga röster totalt | Giltiga röster totalt             | 2 183          | 100,0          | -114           | —              | 21               | +4               |
| Ogiltiga röster       | Ogiltiga röster                   | 10             | 0,5            | −12            | −0,5           |                  |                  |
| Valdeltagande         | Valdeltagande                     | 2 193          | 64,6           | −126           | +0,2           |                  |                  |
| Röstberättigade       | Röstberättigade                   | 3 396          | —              | -204           | —              |                  |                  |

Källa: Justitieministeriet.
Partier eller valmansföreningar med en asterisk (*) ställde inte upp med kandidater i valet.
I valet ställde vänsterförbundet och socialdemokraterna upp i ett valförbund.

### Vänorter
Övertorneå har följande vänorter:
- Lyngens kommun, Norge
- Taebla, Estland

## Demografi

### Befolkningsutveckling
| Befolkningsutvecklingen i Övertorneå kommun 1880–2020                                                                                 | Befolkningsutvecklingen i Övertorneå kommun 1880–2020 | Befolkningsutvecklingen i Övertorneå kommun 1880–2020 | Befolkningsutvecklingen i Övertorneå kommun 1880–2020 | Befolkningsutvecklingen i Övertorneå kommun 1880–2020 |
| --- | ----------------------------------------------------- | ----------------------------------------------------- | ----------------------------------------------------- | ----------------------------------------------------- |
| |                                                       |                                                       |                                                       |                                                       |
| År |                                                       |                                                       | Folkmängd                                             |                                                       |
| 1880 | 1880                                                  |                                                       | 3 392                                                 |                                                       |
| 1890 | 1890                                                  |                                                       | 3 895                                                 |                                                       |
| 1900 | 1900                                                  |                                                       | 4 406                                                 |                                                       |
| 1910 | 1910                                                  |                                                       | 4 311                                                 |                                                       |
| 1920 | 1920                                                  |                                                       | 4 591                                                 |                                                       |
| 1930 | 1930                                                  |                                                       | 5 306                                                 |                                                       |
| 1940 | 1940                                                  |                                                       | 6 484                                                 |                                                       |
| 1950 | 1950                                                  |                                                       | 8 443                                                 |                                                       |
| 1960 | 1960                                                  |                                                       | 9 936                                                 |                                                       |
| 1970 | 1970                                                  |                                                       | 8 240                                                 |                                                       |
| 1975 | 1975                                                  |                                                       | 7 370                                                 |                                                       |
| 1980 | 1980                                                  |                                                       | 6 792                                                 |                                                       |
| 1985 | 1985                                                  |                                                       | 6 648                                                 |                                                       |
| 1990 | 1990                                                  |                                                       | 6 258                                                 |                                                       |
| 1995 | 1995                                                  |                                                       | 6 029                                                 |                                                       |
| 2000 | 2000                                                  |                                                       | 5 535                                                 |                                                       |
| 2005 | 2005                                                  |                                                       | 5 184                                                 |                                                       |
| 2010 | 2010                                                  |                                                       | 4 731                                                 |                                                       |
| 2015 | 2015                                                  |                                                       | 4 291                                                 |                                                       |
| 2020 | 2020                                                  |                                                       | 3 890                                                 |                                                       |
| Anm: För tidsserien 1975-2020 avser uppgifterna förhållandena den 31 december nämnda år enligt områdesindelningen den 1 januari 2022. |                                                       |                                                       |                                                       |                                                       |

### Språk
Befolkningen efter språk (modersmål) den 31 december 2021. Finska, svenska och samiska räknas som inhemska språk då de har officiell status i landet. Resten av språken räknas som främmande. För språk med färre än 10 talare är siffran dold av Statistikcentralen på grund av sekretesskäl.
| Språk                        | Talare 2021-12-31 | Talare 2021-12-31 |
| Språk                        | Antal             | Andel (%)         |
| ---------------------------- | ----------------- | ----------------- |
| Hela befolkningen            | 3 830             | 100,0             |
| Finska                       | 3 705             | 96,7              |
| Svenska                      | 26                | 0,7               |
| Samiska                      | 4                 | 0,1               |
| Främmande språk totalt       | 95                | 2,5               |
| Arabiska                     | 46                | 1,2               |
| Ryska                        | 13                | 0,3               |
| Språk med färre än 10 talare | 36                | 0,9               |

## Kända personer från Övertorneå
- CatCat, popgrupp
- Meeri Bodelid, längdskidåkerska och cyklist med mera
- Mikko Heikka, biskop
- Sami Jauhojärvi, längdskidåkare
- Toni Koivisto, ishockeyspelare
- Rosa Liksom, författare
- Paavo Lukkariniemi, backhoppare